# Herrera (Andalúzia)
Herrera egy község Spanyolországban, Sevilla tartományban. Herrera Écija, Estepa, Puente Genil és Marinaleda községekkel határos. Lakosainak száma 6566 fő (2024).

## Népesség
A település népessége az elmúlt években az alábbi módon változott:
| Lakosok száma | 6067 | 6184 | 6450 | 6530 | 6526 | 6525 | 6463 | 6461 | 6503 | 6566 |
|               | 2001 | 2004 | 2007 | 2009 | 2012 | 2014 | 2017 | 2019 | 2022 | 2024 |